# 心之眼
《心之眼》（英語：MindsEye）是一款於2025年6月10日登陸PlayStation 5、Windows和Xbox Series X/S的第三人稱动作冒险游戏以及章节式电子游戏，游戏的主線任務时长约为20小时。該遊戲由位于苏格兰爱丁堡的工作室Build a Rocket Boy开发并由IO Interactive发行。該遊戲的總監是萊斯利·本澤，曾參與開發俠盜獵車手系列遊戲。

## 評價
| 汇总媒体   | 得分                   |
| ---------- | ---------------------- |
| Metacritic | PC: 43/100 PS5: 31/100 |

| 媒体        | 得分 |
| ----------- | ---- |
| GamesRadar+ | 2/5  |
| IGN         | 4/10 |

IGN的卢克·赖利 (Luke Reilly) 表示游戏的畫面不錯，但遊戲很明显在还没有完善的情況下就发布了。
GamesRadar+認為遊戲的剧情和任务設計都很糟糕。